# 邓处讷
邓处讷（？—894年），字冲韫，中国唐朝末年军阀，景福二年（893年）起作为节度使掌控武安军直至乾宁元年（894年）被刘建锋败杀，后者夺取武安军。

## 家世和效力闵勖
邓处讷生年不详，邵州武冈县龙潭人。年轻时是邵州士兵，积功为军校，乾符年间跟着洪州将闵勖去安南征讨蛮族、防秋。黄巢之乱期间，盗贼杀湖南观察使李巢。中和元年（881年）十二月，闵勖率部返回，路过潭州，逐湖南观察使李裕，召诸州戍校说：“天下未定，今与君等保护州邑，待天子之命，如何？”众人称善，推举闵勖为留后接管湖南。邓处讷想回邵州省亲，闵勖以邓处讷为邵州兵马留后。

## 接管武安军
光启二年（886年），衡州刺史周岳攻潭州，闵勖迎已在蔡州一带称帝的秦宗权的部将黄皓助其守城禦敌。但黄皓入城后即杀了闵勖。周岳随后败杀黄皓，接管当时已被重命名为钦化军的湖南，最终被任为节度使，其时钦化军也被改名武安军。
邓处讷得知闵勖死讯，认为罪在周岳，着缟素为闵勖之死哀哭，对入吊诸将们说：“闵仆射驻军长沙，亲捍寇盗，布衣粝食以养士卒，救民于涂炭，恩德厚矣，不幸为鼠辈所图，我与公等都受仆射大恩，今周岳无故杀之，我欲与公等竭一州之力为仆射报仇，可乎？”诸将都同意：“留后为善人雪冤，敢不从命！”于是邓处讷练兵七年，景福二年（893年）十二月以二千精兵联合朗州刺史雷满攻潭州，克之，斩杀周岳，枭首，自称留后。抚慰将吏，内外都很高兴。潭州人报知朝廷，邓处讷被任为湖南节度兵马留后。乾宁元年（894年）二月，唐昭宗任邓处讷为全权节度使。

## 败亡
五月，刘建锋、马殷率领的军队接近武安军。邓处讷遣本乡豪族首领邵州指挥使蒋勋、邓继崇率步骑三千守龙回关以禦之。马殷说服蒋勋、邓继崇，刘建锋的成功是被预言的、不可抵挡的，于是蒋勋、邓继崇解散军队。马殷取其衣甲，直趋潭州。潭州守军以为他们是邵州兵，不做防备。马殷径入城中军府，邓处讷正在内府设宴，毫无防备，被裨将宋全节所擒，斩于长史桥侧，刘建锋接手军镇。

## 延伸阅读
[在维基数据编辑]
 《新唐書·卷186》，出自《新唐書》